# Tanque sísmico
Unos vehículos usados en la guerra en el universo de Star Wars.
Enormes construcciones mecánicas que usó la Confederación Separatista (Confederacy) para destruir las tropas en medio de una batalla. Esta "fortaleza" flotaba sobre los campos de batalla y liberaba una pesada pieza que aplastaba a miles de tropas, produciendo una tormenta de tierra y polvo por la onda expansiva del choque.

Estos tanques fueron usados en el planeta Dantooine durante las Guerras Clon (Clone Wars). Destruyeron miles de Clone Troopers y Super Battledroids por igual; y le dieron mucho trabajo al Maestro Jedi Mace Windu. Finalmente el maestro Windu logró anular uno de los tanques sísmicos.
- Datos: Q6138717